# Вульф, Георгий Викторович
Гео́ргий (Ю́рий) Ви́кторович Вульф (22 июня 1863, Нежин, Российская Империя — 25 декабря 1925, Москва, СССР) — российский учёный-кристаллограф, автор «сетки Вульфа» и формулы Брэгга — Вульфа, член-корреспондент Российской академии наук по разряду физическому Отделения физико-математических наук с 10 декабря 1921 г.. Профессор Казанского (1897), Варшавского (1899) и Московского (1918) университетов.

## Биография
Родился 10 (22) июня 1863 года в городе Нежин, в семье директора гимназии В. К. Вульфа (1836—1877). Мать — Лидия Егоровна, дочь Е. В. Гудима.
Детство и юность он провёл в Варшаве, где и окончил 6-ю Варшавскую гимназию, а затем естественное отделение физико-математического факультета Варшавского университета (1885) — по специальности «минералогия и кристаллография». Со 2-го курса занимался кристаллографией у профессора А. Е. Лагорио и в физической лаборатории у профессора Н. Е. Егорова. За студенческую работу «Опытное исследование элементарных свойств кварца» на 3-м курсе был награждён золотой медалью.
Оставленный при университете, получил в 1889 году длительную научную командировку и работал сначала в Санкт-Петербурге, затем — в Мюнхене (у П. Грота) и в Париже (у М. А. Корню). В 1892 году защитил магистерскую диссертацию «Свойства некоторых псевдосимметрических кристаллов в связи с теорией кристаллического строения вещества». С 1893 года — приват-доцент Варшавского университета.
Доктор минералогии и геогнозии, с 1896 года — за исследование «К вопросу о скоростях роста и растворения кристаллических граней». С 1897 года — экстраординарный профессор Казанского университета по кафедре минералогии, а с 1898 года — ординарный профессор и заведующий кафедрой минералогии Варшавского университета.
В 1909 году был приглашён В. И. Вернадским приват-доцентом Московского университета, который оставил в 1911 году в знак протеста против политики министра народного просвещения Л. А. Кассо (Дело Кассо). В 1911—1917 годах состоял профессором Московского городского народного университета А. Л. Шанявского, где создал кристаллографическую лабораторию. В 1916—1918 годах возглавлял кафедру минералогии и кристаллографии Московских высших женских курсов.
С 1911 года — член Московского физического общества. В 1917 г. был избран в Совет, с 1921 г. — председатель Общества. В 1915 году по инициативе Вульфа в Тарусе с целью борьбы с пьянством, просвещения народа и организации досуга рабочего люда был создан Народный дом, включающий театр, библиотеку-читальню, музей, воскресную школу и чайную. Одной из первых на сцене Народного дома была поставлена опера В. Д. Поленова «Призраки Эллады», в которой Г. В. Вульф пел партию Агесиандра.
В 1917 года был восстановлен в должности приват-доцента кафедры минералогии Московского университета и перевёз туда свою рентгеновскую лабораторию. Профессор кафедры минералогии (1918—1925); профессор кафедры физики (1919—1925); профессор кафедры кристаллографии (1922—1925) физико-математического факультета МГУ. В 1919 году одновременно был деканом химико-фармацевтического факультета 2-го МГУ. В 1919 г. профессор Московской горной академии, участвовал в работе Государственного рентгенологического и радиологического института, организованного А. Ф. Иоффе в Петрограде в 1918 г. Возглавлял (наряду с проф. Д. Н. Артемьевым) кристаллографический институт МГА. В 1919 г. по инициативе Г. В. Вульфа был создан Институт физико-химического исследования твердого вещества при ВСНХ, в котором он стал директором и руководителем отдела кристаллофизики.
В качестве профессора МГУ читал курсы: «Общий курс кристаллографии для математиков и физиков», «Теория внешней формы кристаллов», «Рентгенологические методы исследования кристаллов», «Специальные вопросы кристаллографии», «Введение в кристаллографию», «Кристаллофизика», «Термический анализ в применении к минералогии».
10 декабря 1921 года по представлению В. И. Вернадского, А. П. Карпинского, А. Е. Ферсмана и А. Ф. Иоффе был избран членом-корреспондентом Российской академии наук по разряду физическому (кристаллография) Отделения физико-математических наук. Был президентом физического общества имени П. Н. Лебедева, а также — член Всесоюзного минералогического общества, член правления Московского дома учёных (1924). Осенью 1924 года от ВСНХ Вульф был направлен в заграничную командировку, в ходе которой побывал в Германии, Англии и Франции. Там он общался с ведущими кристаллографами М. Лауэ, У. Л. и У. Г. Брэггами, М. Майерсом, Т. Баркером и другими, а в Париже сделал доклад о своих последних научных работах в кристаллофизике.

### Научные интересы
Предложил способ вывода всех видов симметрии кристаллов.
В 1909 году разработал графический метод обработки результатов измерения кристаллов с помощью стереографической сферической сетки (сетка Вульфа) — метод, который широко применяется в рентгеновской, оптической и морфологической кристаллографии до сих пор.
Обнаружил (1895) влияние силы тяжести на форму кристалла во время его роста из раствора, изобрел вращающий кристаллизатор и разработал метод получения кристаллов правильной формы. Установил закон процесса роста кристаллов, согласно которому скорости роста граней кристалла пропорциональны их удельным поверхностным энергиям (закон Вульфа). В 1904 году выпустил в свет своё «Руководство по кристаллографии», являющееся во многом синтезом его работ в этой науке.
Вдохновившись работой П. Кюри по равновесной морфологии кристаллов и его открытием пьезоэлектричества в кварце, Вульф занялся исследованием скорости роста (1896 год) и растворения кристаллов (1901 год). Итогом исследований к 1916 году стал принцип Кюри — Вульфа.
В 1913 году независимо от Л. Брэгга вывел условия интерференционного отражения рентгеновских лучей от кристаллов (формула Брэгга —Вульфа), положенные в основу рентгенодифракционного анализа. Первый в России начал рентгеноструктурные исследования.
В своих лекциях активно применял микропроектирование. Оно давало возможность освещать все явления, сопутствующие росту и развитию кристаллов наглядно.
Он внес вклад в историю науки работами о творчестве Р. Аюи (1922), П. Н. Лебедева (1912), нобелевских лауреатов У. Г. Брэгга и У. Л. Брэгга (1916), монография которых «Рентгеновские лучи и строение кристаллов» в 1916 году вышла в переводе с английского и с предисловием Г. В. Вульфа.

## Семья
Жена — Вульф (урожд. Якунчикова) Вера Васильевна (1871—1923), художница, музыкант, благотворительница. Работала в оригинальной технике аппликации по ткани в жанрах портрета, пейзажа, интерьера и натюрморта. Её панно близки по колориту и тематике картинам В. Э. Борисова-Мусатова, другу семьи Якунчиковых. Многие её работы также хранятся в ГТГ. После 1917 жила в Тарусе, где создала Музей Борисова-Мусатова. Сестра жены Василия Дмитриевича Поленова Натальи Васильевны; сестра художницы Марии Вебер (Якунчиковой).
- Тесть — Якунчиков, Василий Иванович, коммерции советник, московский меценат и предприниматель, выборный московского купечества и Московского биржевого общества, владелец усадьбы Введенское. Основатель московского отделения Русского музыкального общества[19].
- Тёща — Зинаида Мамонтова, сестра жены Павла Михайловича Третьякова Веры Мамонтовой.
- Сестра — Татьяна Викторовна, жена физика Николая Григорьевича Егорова.
- Брат — российский учёный в области электрической тяги, профессор Александр Викторович Вульф.

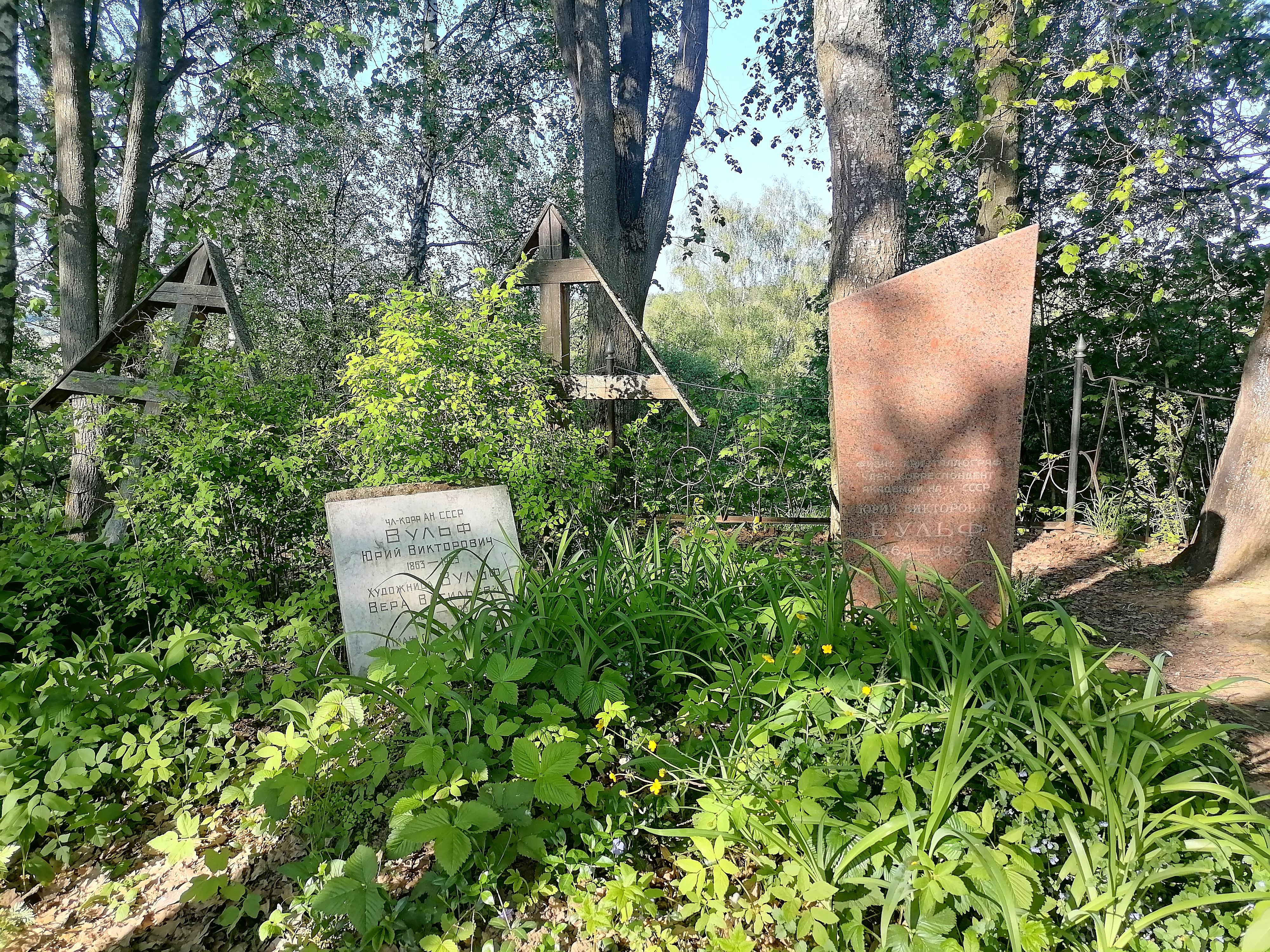
Семейное захоронение Вульфов

Вместе с женой Верой Васильевной они прожили долгую жизнь и похоронены в Тарусе рядом с могилой художника В. Борисова-Мусатова. Позже здесь же похоронили их единственного сына, пианиста Владимира Вульфа.

## Память

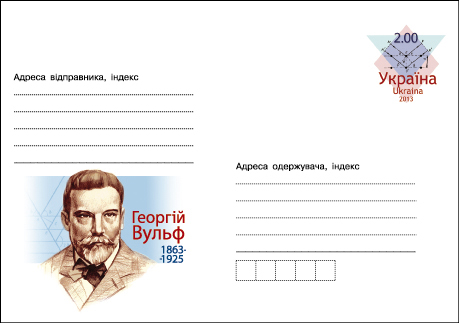
Почтовый конверт, посвящённый 150-летию Георгия Вульфа

Постановлением Верховного Совета Украины в 2013 году было отмечено 150-летие от дня рождения Г. Вульфа, в городе Нежине проведено штемпелевание специально выпущенного почтового конверта.
В честь Г. В. Вульфа в 1901-м году была названа бухта (Карское море, Таймырский залив, остров Пилота Махоткина; нанесена на карту в 1901 году Русской полярной экспедицией 1901—1903 гг.).